# (23006) Pazden
(23006) Pazden est un astéroïde de la ceinture principale d'astéroïdes.

## Description
(23006) Pazden est un astéroïde de la ceinture principale d'astéroïdes. Il fut découvert le 13 novembre 1999 à Socorro (Nouveau-Mexique) par le projet LINEAR. Il présente une orbite caractérisée par un demi-grand axe de 2,90 UA, une excentricité de 0,02 et une inclinaison de 2,1° par rapport à l'écliptique.

## Compléments